# Виймь
Виймь — река в России, протекает по территории Кольского района Мурманской области. Устье реки находится в 4,9 км по правому берегу реки Шовны. Длина Вийми — 31 км, площадь водосборного бассейна — 181 км². В нижнем и среднем течении порожиста.
В 9,7 км от устья, по левому берегу Вийми впадает река Котлыш.

## Данные водного реестра
По данным государственного водного реестра России, Виймь относится к Баренцево-Беломорскому бассейновому округу. Водохозяйственный участок реки — Тулома от Верхнетуломского гидроузла и до устья. Речного подбассейна Виймь не имеет, её речной бассейн — бассейны рек Кольского полуострова, впадает в Баренцево море.